# Eupolymnia umbonis
Eupolymnia umbonis är en ringmaskart som beskrevs av Anne D. Hutchings 1990. Eupolymnia umbonis ingår i släktet Eupolymnia och familjen Terebellidae. Inga underarter finns listade i Catalogue of Life.